# Justin Case (film)
Justin Case este un film american de comedie fantastic de televiziune din 1988 regizat de Blake Edwards și produs de Tony Adams. George Carlin joacă rolul unui detectiv particular, Justin Case.
Dintr-o idee a fiicei lui Edwards, actrița Jennifer Edwards, s-a produs un episod pilot pentru un serial TV propus, însă planurile pentru un serial au fost ulterior abandonate. Filmul TV a fost produs de compania Blake Edwards în asociere cu Walt Disney Television.

## Prezentare
Justin este găsit mort în biroul său de către Jennifer Spalding (Molly Hagan), care este o dansatoare fără loc de muncă acolo care a venit la un interviu pentru un post de secretară/recepționistă. Justin revine ca o fantomă pe care doar Jennifer o poate vedea și o convinge să ajute la dezvăluirea misterului uciderii sale.

## Distribuție
- George Carlin - Justin Case
- Molly Hagan - Jennifer Spalding
- Timothy Stack - Officer Swan
- Kevin McClarnon - Officer Rush
- Douglas Sills - David Porter
- Gordon Jump - Sheldon Wannamaker
- Paul Sand - Cab Driver
- Valerie Wildman - Woman in Black
- Todd Susman - Aaron Slinker
- Rod McCary - Simon Fresca
- Philippe Denham - Paul Arkin
- Richard McGonagle - Dr. Richard Wwintraub
- Jay Thomas - Delivery Man
- Kenneth Tigar - Motel Manager
- Kay Perry - Lucille Marposian